# Щасливчик (фільм, 1989)
«Щасливчик» (рос. «Счастливчик») — радянський художній фільм, знятий у 1989 році режисером Валентином Мішаткіним на кіностудії «Мосфільм».

## Сюжет
Іван Нєчкін в свої 23 роки вибирає собі ризиковану професію, він професійно влаштовує аварії, в яких б'є автомобілі таким чином, щоб в слюсарній майстерні неможливо було відремонтувати машину. В результаті господар розбитого транспортного засобу отримує пристойну страховку, частина якої йде на винагороду Вані. В одній з таких ризикованих поїздок чоловік отримує серйозні травми, які дивом не призводять до його смерті. Незважаючи на те, що відбулася аварію, впевнений у своїй невразливості Нєчкін, який колись повернувся живим з Афганістану, вирішує продовжити своє небезпечне ремесло, але фортуна залишає Івана.

## У ролях
- Микола Стоцький — Ваня Нєчкін
- Ірина Климова — Маша Танєва
- Євген Лазарев — Савелій Рудольфович
- Олена Сафонова — Нонна Терентіївна
- Володимир Разумовський — комендант гуртожитку
- Людмила Карауш — дама з собакою
- Василь Міщенко — інспектор ДАІ
- Валерій Надоленко — Косий

## Знімальна група
- Режисер — Валентин Мішаткін
- Сценарист — Анатолій Усов
- Оператори — Ігор Бек, Володимир Папян
- Композитор — Вадим Храпачов
- Художник — Ірина Шретер